# Das Spitzentuch der Königin
Das Spitzentuch der Königin és una opereta en tres actes de Johann Strauss II sobre un llibret de Heinrich Bohrmann-Riegen i Richard Genée. Es va estrenar l'1 d'octubre de 1880 al Theater an der Wien.

## Argument
1580. El rei de Portugal és incapaç de governar el seu país. Reposa sobre el duc Villalobos. És impopular entre els seus súbdits. Quan el poeta Cervantes es burla del duc en una cançó, és detingut. Però el rei ordena el seu alliberament i li diu a la seva dona que aprecia la seva feina. La reina s'enamora del poeta i li deixa un mocador d'encaix. Ella li escriu: La reina t'estima, però tu no ets el rei. Quan Cervantes el llegeix, creu que és un missatge per al rei. El va a veure i li aconsella que vigili el seu cap de govern.
El duc Villalobos descobreix el mocador que ha caigut de la butxaca de Cervantes. L'agafa i li dona al rei. Aquest últim creu de seguida que la reina té una relació amb el poeta. Prohibeix a Cervantes d'apropar-se a la seva esposa. Igualment, envia la seva dona a un convent.
Cervantes es troba en un alberg proper al convent. Quan sent el que ha passat, vol reformar la parella reial. Amb còmplices, disfressats de lladres, segresta la reina i la porta al palau. Aquell dia, el rei era de descans. Disfressada de serventa i li va portar el seu plat preferit. La reconeix. Cervantes explica al rei una història perquè perdoni la seva esposa. La parella es lliura i ofereix una festa a la cort.

## Música
El vals Les roses del sud (Rosen aus dem Süden), op. 388, escrit el 1880, s'inspira en el Trüffel-Couplet al primer acte i de la novel·la Wo die wilde Rose erblüht del segon acte.